# 뉴 프렌드: 누군가 죽는다
뉴 프렌드: 누군가 죽는다(Shook)는 미국에서 제작된 제니퍼 해링턴 감독의 2021년 스릴러 영화이다.

## 출연
- 그랜트 로즌마이어